# Mostek (muzyka)
Mostek – w akustycznych instrumentach strunowych (np. gitara klasyczna, skrzypce czy wiolonczela) element odpowiedzialny za przenoszenie drgań ze strun na pudło rezonansowe.
W gitarze elektrycznej to metalowa część łącząca struny z korpusem instrumentu. W gitarze klasycznej i akustycznej jest to krótka beleczka leżąca na pudle rezonansowym. W instrumentach smyczkowych częściej używa się terminów podstawek lub z wł. ponticello. Mostek w tym przypadku jest cienką, płaską, jaworową deseczką z licznymi wycięciami, o zaokrąglonym grzbiecie. Znajduje się on mniej więcej w połowie odległości pomiędzy strunnikiem a gryfem i utrzymuje on struny na pewnej wysokości. Z kolei w chordofonach klawiszowych mostek to najczęściej długa listwa umieszczona w pobliżu miejsca zaczepienia strun.

## Galeria

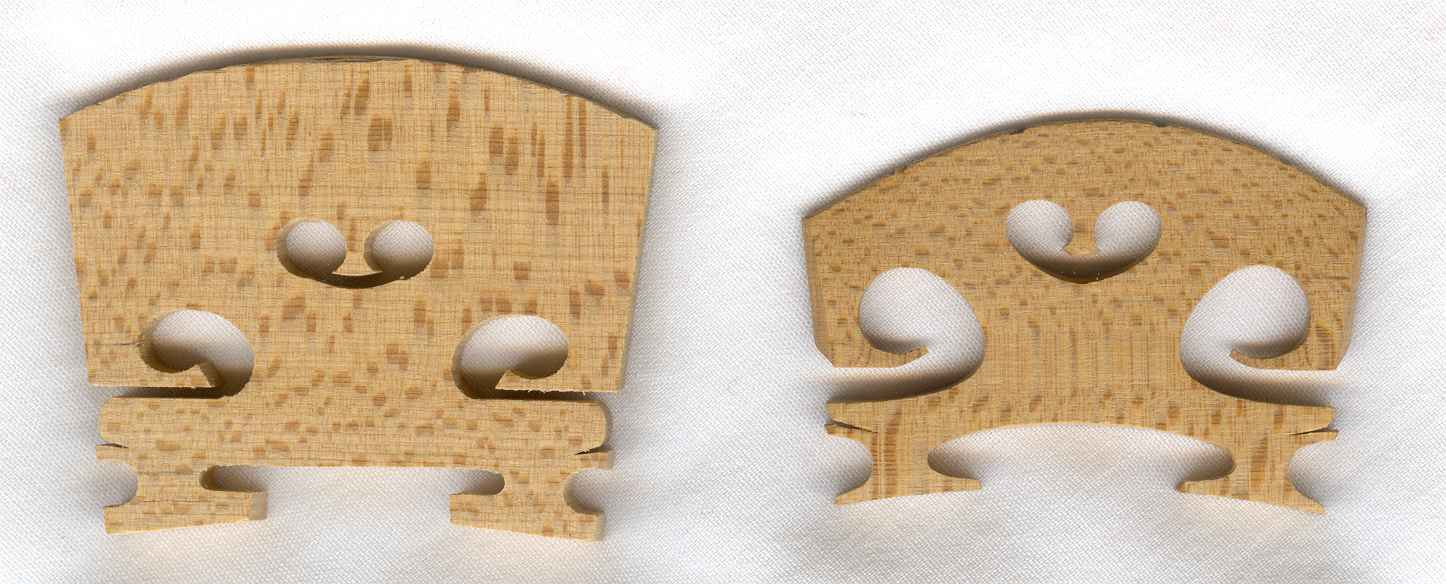
Skrzypcowy podstawek bez profilowania i z profilowaniem
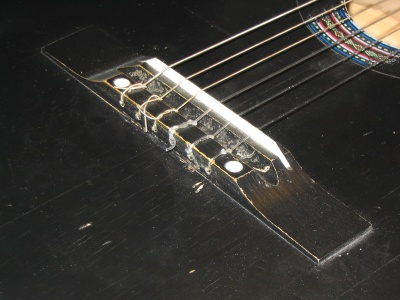
Strunociąg gitary klasycznej
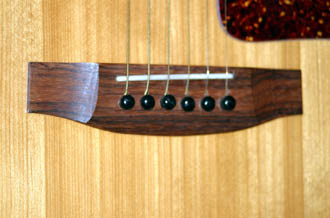
Strunociąg gitary akustycznej
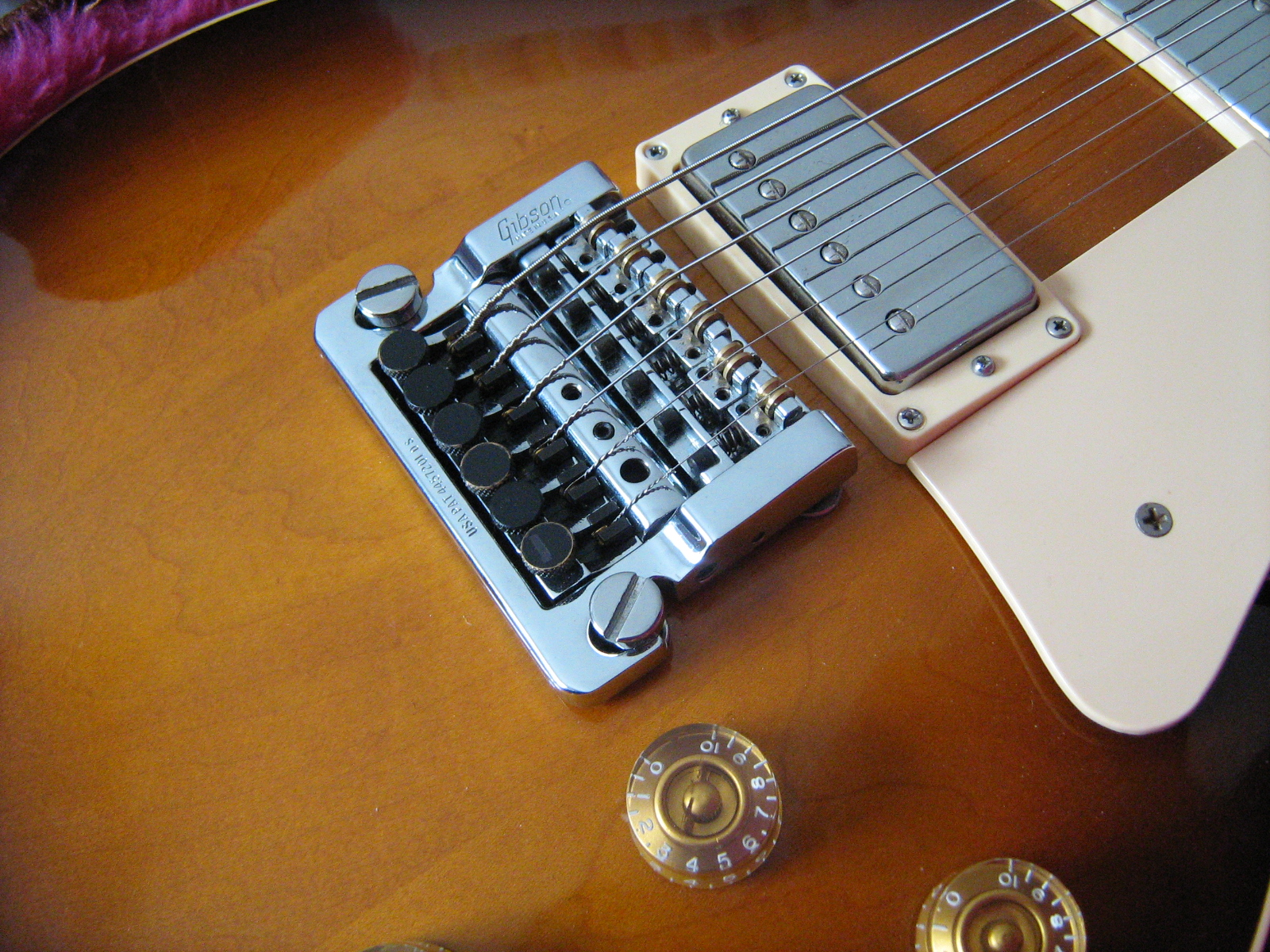
Mostek gitary elektrycznej